# Simona Villella
Simona Villella (Lamezia Terme, 2 giugno 2005) è una ginnasta italiana.

## Carriera

### Junior
Nel 2017 partecipa alla Serie B1 con la sua società, la S.S. Kines classificandosi terze.
Nel 2018 viene convocata nella squadra junior italiana.
Nel 2019 con la squadra partecipa al Grand Prix di Mosca, arrivando seconda. Al Torneo Internazionale Julieta Shishmanova di Burgas vince l'oro nell'all-around, ai 5 cerchi e ai 5 nastri. All'AGF di Baku e arriva quinta nell'all-around, seconda ai 5 cerchi e terza ai 5 nastri. Partecipa agli Europei di Baku, dove vince una medaglia di bronzo nell'all-around con Siria Cella, Alexandra Naclerio, Serena Ottaviani, Giulia Segatori e Vittoria Quoiani. A giugno partecipa al bilaterale Italia-Bielorussia, dove vince l'oro all-around.

## Palmarès

### Europei juniores
| Anno | Città | Risultato | Specialità |
| ---- | ----- | --------- | ---------- |
| 2019 | Baku  | Bronzo    | All-Around |